# Knowltonia biramosa
Knowltonia biramosa är en skalbaggsart som beskrevs av Fisher 1935. Knowltonia biramosa ingår i släktet Knowltonia och familjen praktbaggar. Inga underarter finns listade i Catalogue of Life.